# Joppa sinuata
Joppa sinuata là một loài tò vò trong họ Ichneumonidae.